# Belvedere (M.C. Escher)
Belvedere – litografia holenderskiego artysty M.C. Eschera, wytworzona po raz pierwszy w maju 1958 r. Pokazuje on budowę belwederu, który jest niemożliwym obiektem, wzorowanym na niemożliwym sześcianie.

## Opis dzieła
W litografii tej Escher wykorzystuje dwuwymiarowość do przedstawienia obiektów wolnych od ograniczeń trójwymiarowego świata. Obraz przedstawia prostokątny trzypiętrowy budynek. Górne dwie kondygnacje są otwarte po bokach, a górna kondygnacja i dach podtrzymywane są przez słupy. Z punktu widzenia widza wszystkie filary na piętrze środkowym są tej samej wielkości zarówno z przodu, jak i z tyłu, ale filary z tyłu ustawione są wyżej. Widz widzi również po narożnikach górnego piętra, że jest pod innym kątem niż reszta konstrukcji. Wszystkie te elementy umożliwiają ustawienie wszystkich filarów na piętrze środkowym pod kątem prostym, natomiast słupki z przodu podpierają tylną stronę piętra, podczas gdy słupki z tyłu podtrzymują stronę przednią. Paradoks ten pozwala również na wysunięcie drabiny od wewnętrznej strony podłogi środkowej do zewnętrznej części piętra górnego.
U podnóża budynku stoi mężczyzna trzymający niemożliwy sześcian. Wygląda na to, że konstruuje go z rysunku sześcianu Neckera leżącego u jego stóp, z zaznaczonymi krzyżującymi się liniami. Okno obok jest zamknięte żelazną kratką, która jest geometrycznie możliwa, ale praktycznie niemożliwa do zamontowania.

## Wpływ
Kobieta, która wspina się po stopniach budynku, jest wzorowana na rysunku z prawego panelu Ogród rozkoszy ziemskich Hieronima Boscha (tryptyk z 1500). Panel ten jest zatytułowany piekło; jego część została odtworzona przez Eschera w formie litografii w 1935 roku.
Grań w tle jest częścią Góry Morrone w Abruzji. Escher był na niej kilka razy, kiedy mieszkał we Włoszech w latach dwudziestych i trzydziestych.

## Spuścizna
W 2012 roku prof. Gershon Elber z Technionu w Izraelu przy użyciu specjalnie zaprojektowanego oprogramowania CAD i drukarki 3D stworzył model 3D Belvedere i innych niemożliwych struktur Eschera, które można oglądać tylko pod jednym kątem.